# فودنجان
فودنجان (بالفارسية: فودنجان) هي قرية تقع في قسم زيبد الريفي في إيران. يقدر عدد سكانها بـ 273 نسمة بحسب إحصاء 2016.